# قصر دیوکلسین
قصر دیوکلسین یا قصر ديوكلتيانوس یا قصر دیوکلتیان یک قصر باستانی است که برای امپراتور روم دیوکلتیان (شهره به دقیانوس) در اواخر قرن چهارم پس از میلاد ساخته شده است، که امروزه در شهر اسپلیت واقع در کرواسی قرار دارد. 

## پیشینه
در حالی که این بنا به دلیل استفاده از آن به عنوان اقامتگاه دوران بازنشستگی دیوکلتیان به عنوان قصر شناخته می‌شود، اما این اصطلاح می‌تواند گمراه کننده باشد زیرا این سازه عظیم بیشتر شبیه یک قلعه بزرگ است که دارای کاربری‌های رایج قلعه‌ها در آن زمان بود. به نظر می‌رسد، تقریباً نیمی از آن برای استفاده شخصی دیوکلتیان بوده و بقیه بنا پادگان‌های نظامی بودند.

## جغرافیا
این مجموعه بنا در شبه جزیره‌ای در شش کیلومتری جنوب غربی سالونا، پایتخت سابق دالماسی، یکی از بزرگترین شهرهای امپراتوری روم با جمعیت ۶۰۰۰۰ نفر و زادگاه دیوکلتیان ساخته شده است. زمین اطراف سالونا شیب ملایمی به سمت دریا دارد و کارست معمولی است که از برآمدگی‌های آهکی کم امتداد شرق به غرب با مارن در شکاف‌های بین آن‌ها تشکیل شده است.
امروزه بقایای این کاخ بخشی از هسته تاریخی اسپلیت است که در سال ۱۹۷۹ توسط یونسکو به عنوان میراث جهانی  به ثبت رسید.

دیوارهای جنوبی در اسپلیت (بخش جنوبی کاخ)، که توسط جورج نیمان در سال ۱۹۰۶ کار شده است.

## نگارخانه

مناطق خارج از مجموعه
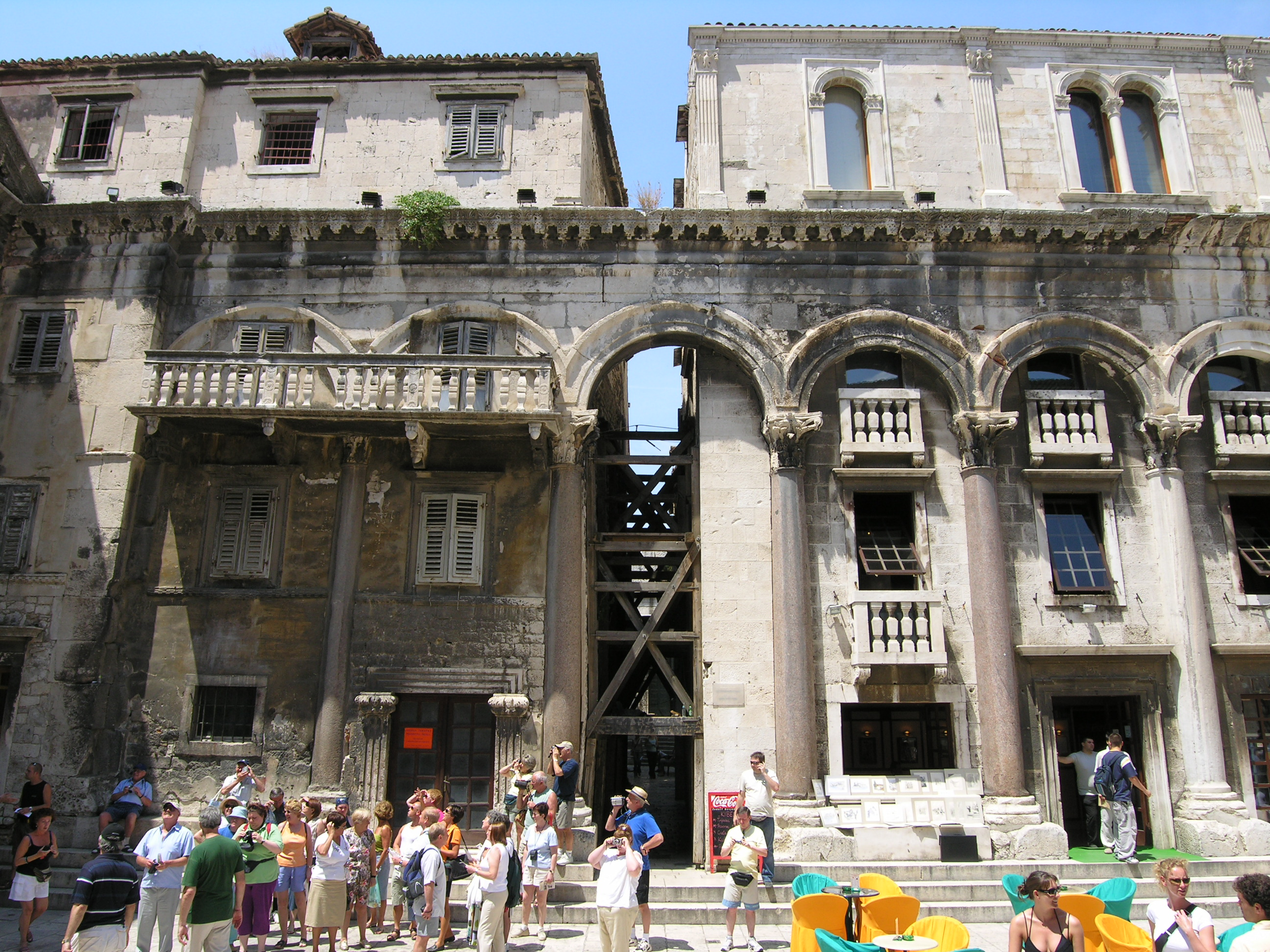
قصر دیوکلسین
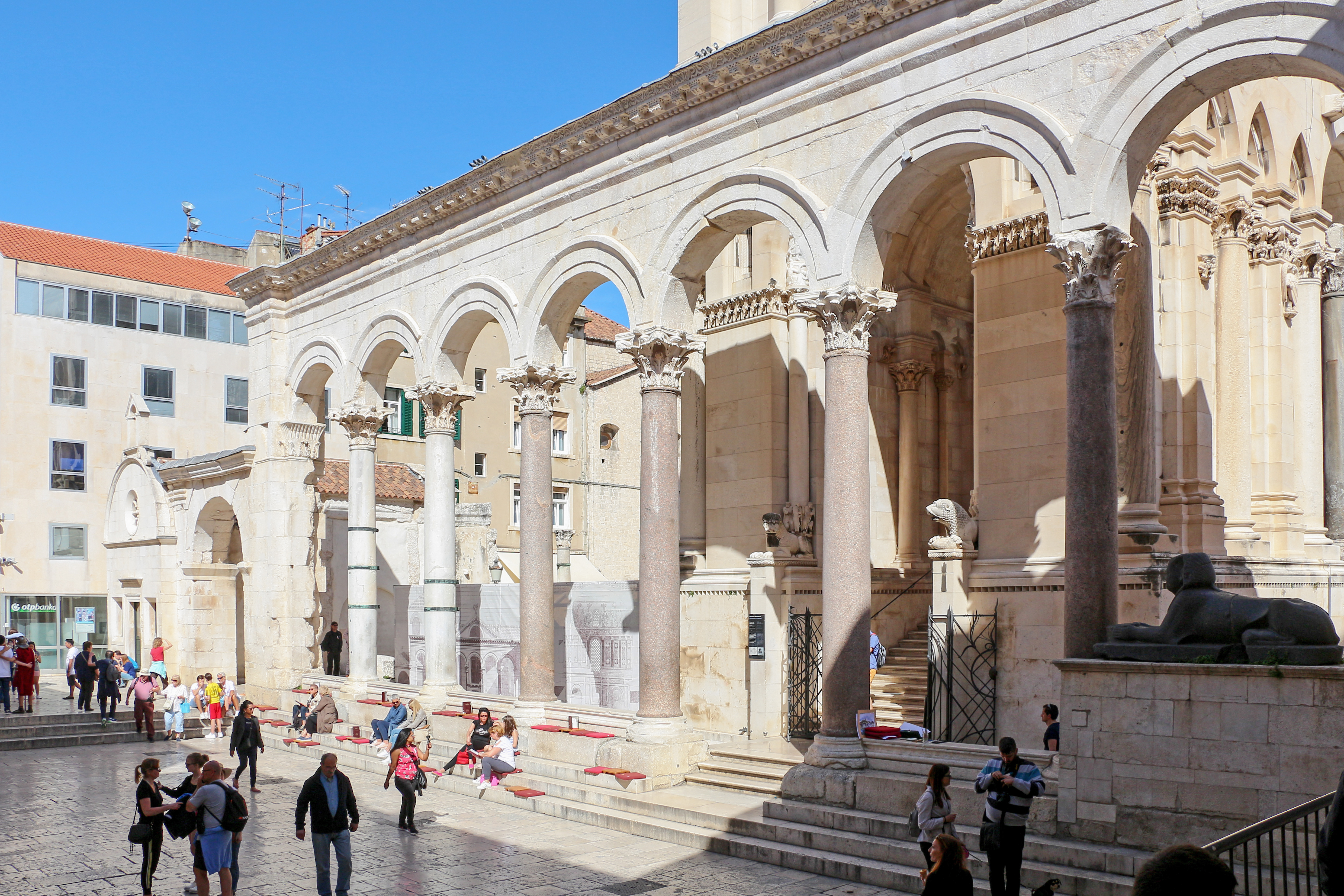
ردیف ستون‌های اطراف ایوان
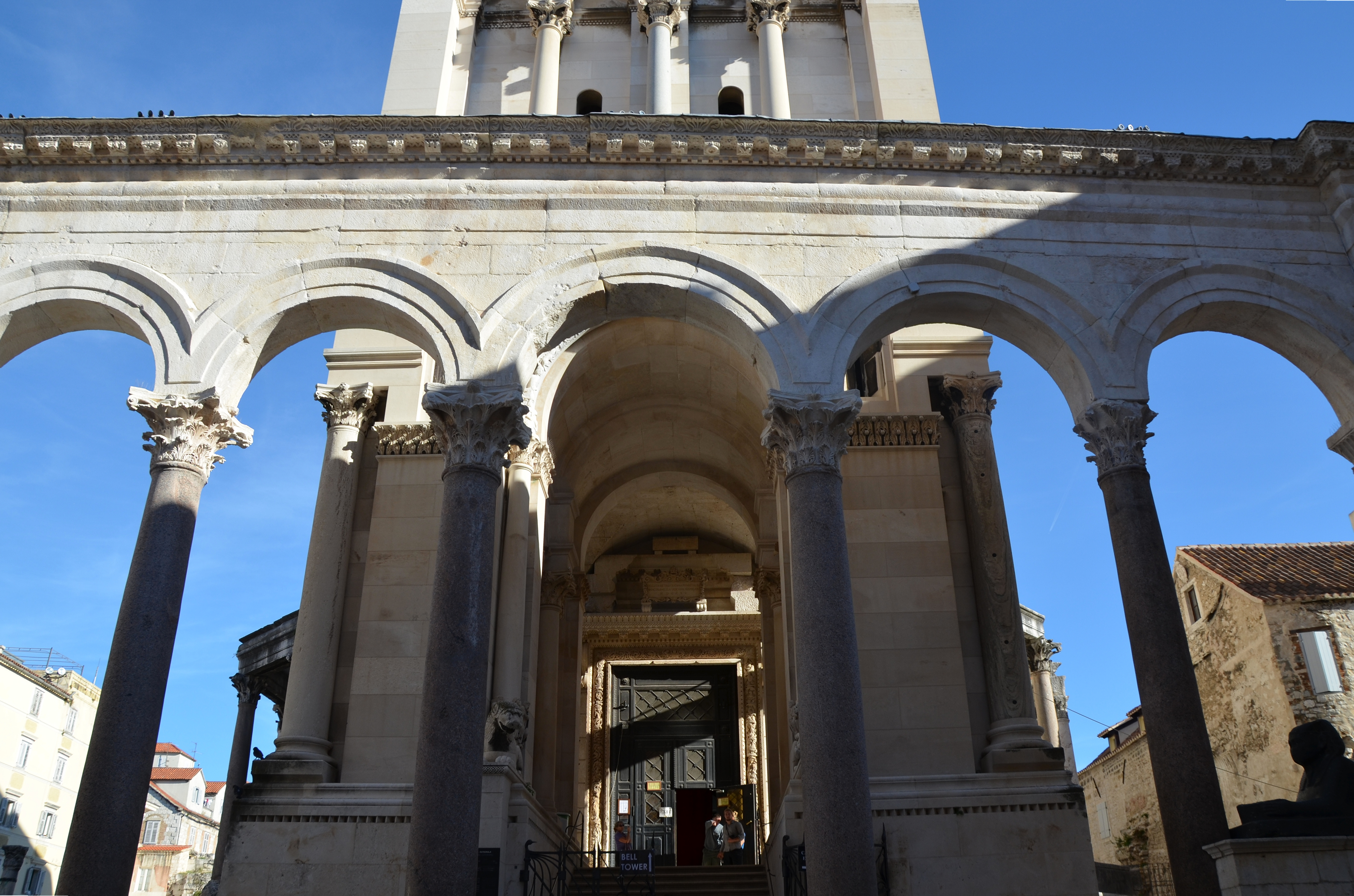
قصر دیوکلسین
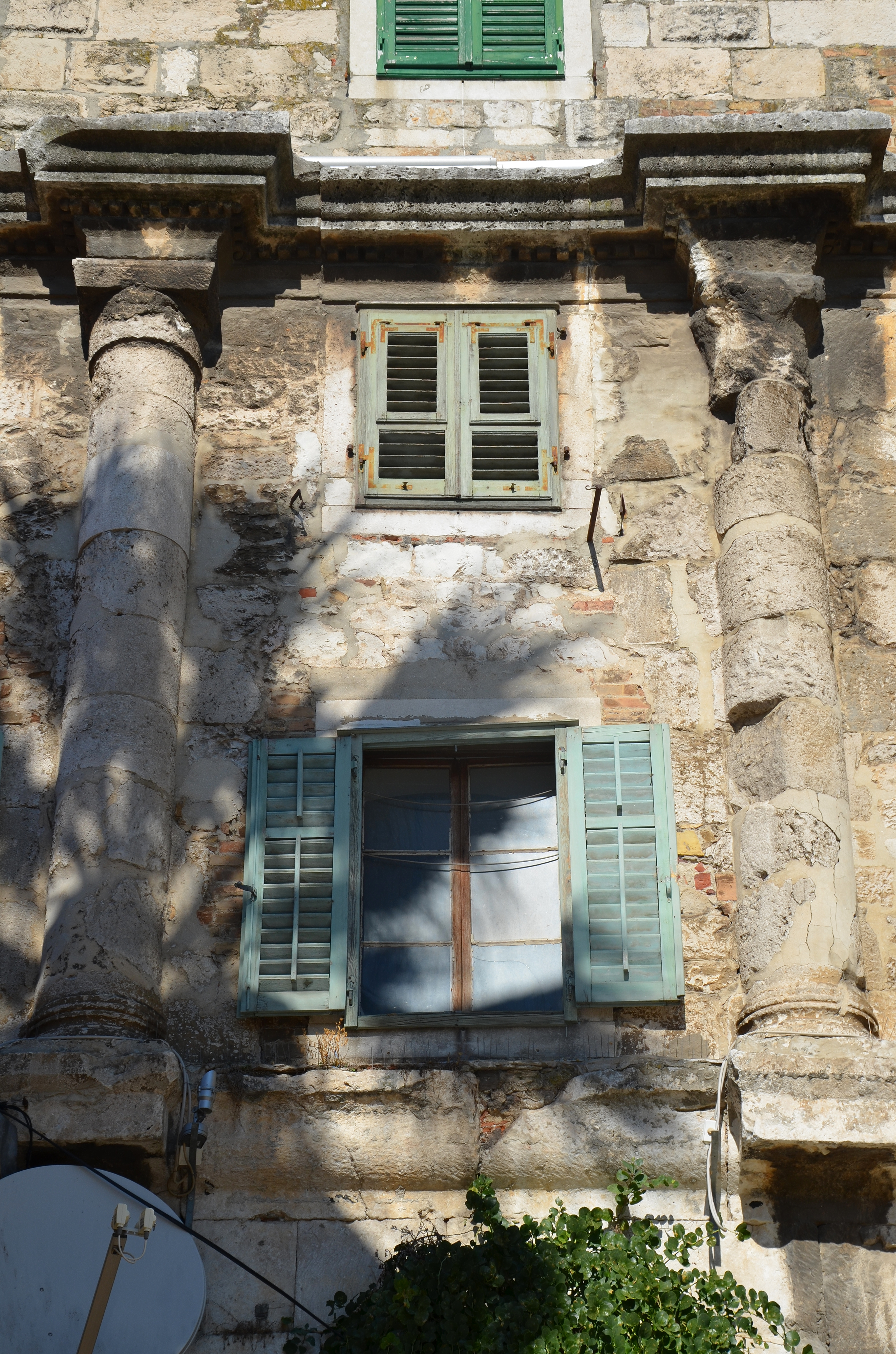
خانه کاخ
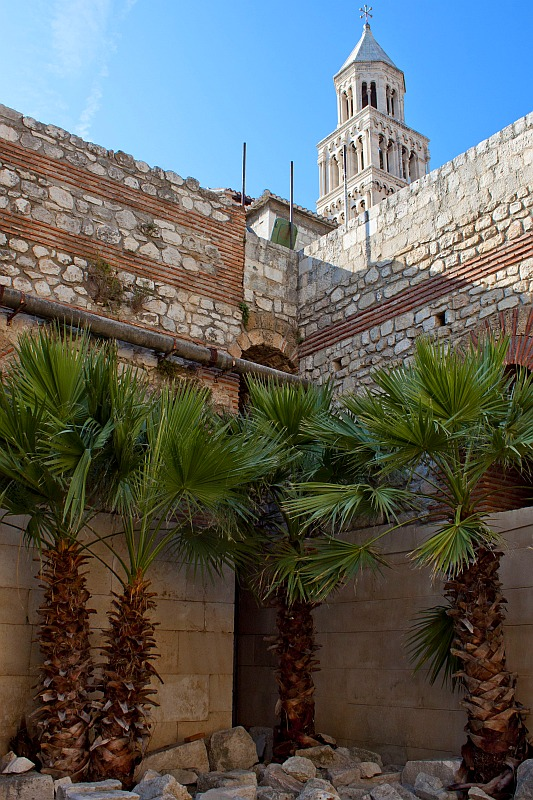
باغ زیربنایی کاخ دیوکلتیان
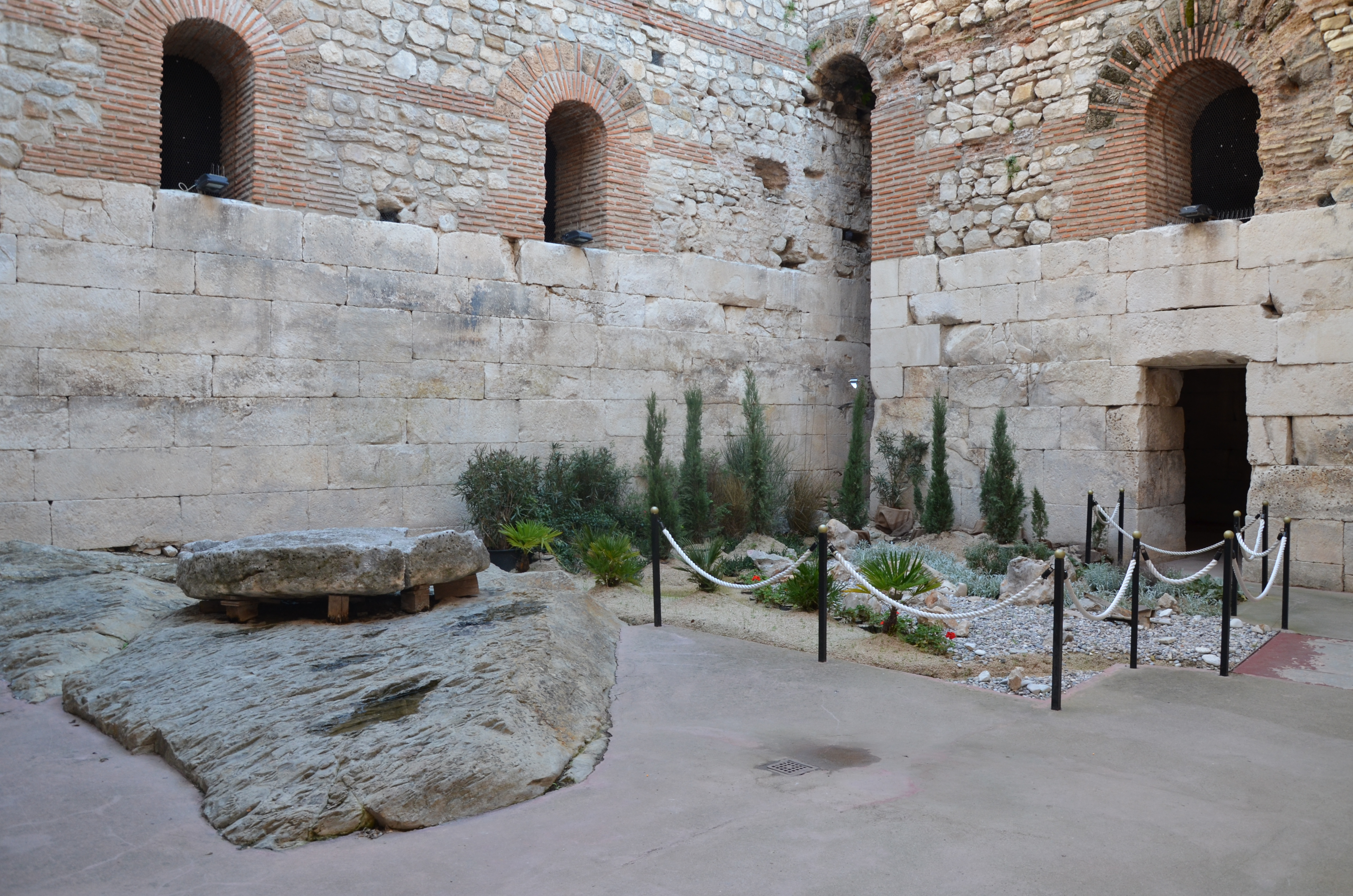
استحکامات کاخ